# 마랸 샤레츠 명단
마랸 샤레츠 명단(슬로베니아어: Lista Marjana Šarca, 약칭 LMŠ)은 슬로베니아의 정당으로, 마랸 샤레츠 전 슬로베니아의 총리가 이끌고 있다.

## 역사
마랸 샤레츠는 본디 언론인, 배우, 코미디언으로, 캄니크 시장 제1기 시절인 2014년 지방선거 당시 재선을 목적으로 마랸 샤레츠 명단 ― 전진하라 캄니크라는 정당을 창당했다. 재선 후에도 이 당은 지역 정당에 불과했다.
사레크는 2017년 대선에 도전했으나 결선에서 보루트 파호르 현 대통령에 밀려 낙선했다. 2018년 총선을 앞두고 출마 의향을 내비친 이후 지지율은 급등하였으며, 여론조사에서 선두를 달리게 되었다.
총선을 한 달 앞두고 창당되었으나 빠르게 돌풍을 일으켰다는 점에서 조란 얀코비치 시장이 이끄는 긍정 슬로베니아당 또는 미로 체라르 총리의 현대중도당과의 비교되었으나, 사레크는 주간 믈라디나와의 인터뷰에서 이러한 비교에 대한 부정적인 입장을 내비쳤다. 그는 사법, 규제, 절차, 선거개혁(선호투표제 도입 및 봉쇄조항 상향을 통한 안정적 국정 운영)에 대한 지지 입장을 천명했으며, 비효율적 의료제도 개선 및 기후변화에 대한 보다 적극적인 대응(크르슈코 원자력발전소 확장 포함)을 주장했다. 그는 또한 사회 시설 및 전략적 시설의 민영화(금융분화의 완전한 민영화 포함)에 대한 반대 입장을 비쳤으며, 균형 예산 운영 및 공채 탕감(차기 경제 성장률에 따라), 개인연금제도 추진을 통한 연금제도 개혁 등을 천명했다. 그는 자당이 그 누구와도 협력할 준비가 되어 있다고 밝혔으나, "미심쩍은 협상에 참여한 이들"은 제외하겠다고 밝혔다. 이 당은 또한 대마초의 전면 합법화를 지지하고 있다.
선거용 웹사이트에서 사레크는 본인의 정치관에 필수적인 요소인 공교육 및 공공의료, 환경 책임제도, 세대간의 협력, 투명도 및 능력주의, 연구 및 개발에 대한 지지를 표명했다. 그는 또한 낙태권, 동성애에 대한 관용, 예수 그리스도의 사회적 가르침에 입각한 참사회주의에 대한 절대적 지지를 선언했다.
2018년 6월 3일 총선에서 12.6%의 득표율로 13석을 획득했다.
2018년 11월 9일 유럽 자유민주연합에 가입했다.